# 滨河街道 (舒兰市)
铁东街道，是中华人民共和国吉林省吉林市舒兰市下辖的一个乡镇级行政单位。

## 行政区划
铁东街道下辖以下地区：
铁东社区、永春村和红石村。